# Ryutaro Arimura
Ryutaro Arimura (有村竜太朗, Arimura Ryūtarō) (Fukuoka, 26 de julho de 1973) é um cantor e compositor japonês, conhecido por ser o vocalista e guitarrista da banda de rock Plastic Tree desde 1993. Iniciou sua carreira solo em 2016 com o EP demo.

## Carreira

### Plastic Tree (1993–presente)
A primeira banda que Ryutaro formou se chamava Religion Mix e em seguida integrou uma chamada Drop'in Shop Lifters. Depois, em meados dos anos 90 formou a banda CAM-FLAGE, que alterou seu nome para NTT Fucks. Após a entrada do guitarrista Akira e baterista Koji, a banda passou a se chamar Plastic Tree.
No Plastic Tree, ele é vocalista, guitarrista e assim como os outros membros, também compõe canções da banda. Exemplos de composições de Ryutaro podem ser: "Namida Drop" (ナミダドロップ), tema de abertura do anime Glass Fleet e Spica (スピカ), música tema do programa de variedades Tokumitsu Kazuo no Kandō Saikai "aitai". Ao longo de sua carreira, a banda já chegou ao top 10 da Oricon Albums Chart.

### Carreira solo (2016–presente)
Ryutaro iniciou sua carreira solo em 2016 com o lançamento do mini álbum demo (デも), compilando canções não lançadas que ele escreveu para o Plastic Tree de 1996 a 2013. Membros suporte contribuiram com Ryutaro no álbum: Hirofumi Hatano do People in The Box arranjou as canções, além dos músicos Yusuke Kobayashi do The Novembers, Toriishi Ryouta e Takaga Ryousuke. Em janeiro do ano seguinte, ele embarcou em sua primeira turnê solo em promoção ao álbum, lançando o single limitado "op.7" que poderia ser adquirido somente nos shows da turnê. Na primavera, lançou um DVD dos bastidores da turnê.
Em 2018 o cantor fez a turnê demo -beyond that point- com cinco shows pelo Japão e lançou mais um single limitado que poderia ser comprado apenas em suas apresentações ao vivo. No meio do ano lançou seu segundo álbum, Kojin Sakuhin Shu 1992-2017 “Demo #2", dessa vez com músicas não gravadas de 1997 a 2017. Ele escreveu as letras do álbum no avião durante sua viagem ao México, onde o Plastic Tree iria se apresentar. Em 2021, após os impedimentos da pandemia de COVID-19, anunciou o início de sua primeira turnê solo em dois anos, Ryutaro Arimura 5th Anniversary Tour -Triangle-.

## Estilo musical e influências
Ryutaro cita como influências as bandas The Cure, Nirvana e The Smashing Pumpkins. Ele é endossado pela marca japonesa de guitarras ESP.

## Vida pessoal
Ryutaro Arimura nasceu em 26 de julho de 1973 na cidade de Fukuoka, mas foi criado em Chiba. Ele tem uma irmã. Sempre apreciou os animais e no ensino fundamental foi um cuidador de animais. No ensino médio, se tornou um delinquente e chegou a roubar uma motocicleta. Seu pai faleceu em maio de 2011.

## Discografia
Álbuns de estúdio
| Título                                                                  | Lançamento             | Posição na Oricon |
| ----------------------------------------------------------------------- | ---------------------- | ----------------- |
| demo (デも)                                                             | 23 de novembro de 2016 | 16                |
| Kojin Sakuhin Shu 1992-2017 Demo #2 (個人作品集 1992-2017 デも/demo #2) | 19 de setembro de 2018 | 23                |